# Cécile Vassort
Cécile Vassort est une actrice et chanteuse française, née le 2 juin 1941 à Arpajon (Essonne).

## Biographie
L'actrice aux cheveux roux fait ses débuts en 1963 dans La Rentrée, un court métrage de Serge Korber. Il est suivi par des rôles à la télévision, comme Gaspard des montagnes (1965) et des rôles secondaires comme dans Paris brûle-t-il (1966) et Benjamin ou les Mémoires d'un puceau 1968). Son découvreur Serge Korber lui donne son rôle de Janine dans un triangle amoureux entre Jacques Perrin et Michel Creton dans La Petite Vertu (1968) où elle est amoureuse de Perrin et de Creton jusqu'à ce que Perrin tombe amoureux d'une prostituée (Dany Carrel). D'autres rôles secondaires suivent, aux côtés de Jean Yanne et Senta Berger dans Le Saut de l'ange d'Yves Boisset (1971).
Cécile Vassort connaît le succès en 1974 avec le rôle de l'employée de bureau Aline Thévoz dans le film de Claude Goretta, L'Invitation, puis avec les rôles d'Évelyne aux côtés de Jean Gabin, Bernard Giraudeau et Alain Delon dans Deux Hommes dans la ville (1974), de Martine aux côtés de Philippe Noiret dans L'Horloger de Saint-Paul de Bertrand Tavernier (1974), d'Annie dans Une partie de plaisir de Claude Chabrol (1975).
Elle tient un rôle principal aux côtés de Claude Jade et Anny Duperey dans Le Malin Plaisir, film de Bernard Toublanc-Michel. 
Elle échappe au meurtrier (Michel Galabru), dans  Le Juge et l'Assassin de Tavernier (1976) avec Philippe Noiret.
Dans des rôles secondaires Vassort joue dans La barricade de Point du Jour (1978 Anicée Alvina), Camille (1980, avec Isabelle Huppert), L'été meurtrier (1983, Isabelle Adjani), Blanche et Marie (1985, avec Huppert et Bonnaire). Elle a le rôle principal de Georgette dans Capitaine Conan de Tavernier (1996) aux côtés de Philippe Torreton et Samuel Le Bihan, et dans certaines productions télévisées.
À la télévision, elle a tourné dans Rocambole pour le rôle de Cerise. Elle a également interprété des chansons de Boris Vian, enregistrées sur le disque 1 de l'intégrale de Vian publiée par Jacques Canetti où elle côtoie Mouloudji et Jacques Higelin.

## Filmographie

### Cinéma
- 1965 : Journal d'une femme en blanc de Claude Autant-Lara
- 1967 : Benjamin ou les Mémoires d'un puceau de Michel Deville
- 1967 : Fleur d'oseille de Georges Lautner
- 1968 : La Petite Vertu de Serge Korber
- 1971 : Le Saut de l'ange de Yves Boisset
- 1972 : L'Italien des Roses de Charles Matton
- 1972 : Deux Hommes dans la ville de José Giovanni avec Jean Gabin
- 1973 : L'Invitation de Claude Goretta
- 1974 : L'Horloger de Saint-Paul de Bertrand Tavernier
- 1975 : Une partie de plaisir de Claude Chabrol
- 1975 : Le Malin Plaisir de Bernard Toublanc-Michel
- 1975 : Le Juge et l'Assassin de Bertrand Tavernier
- 1975 : La situation est grave mais... pas désespérée ! de Jacques Besnard
- 1977 : La Barricade du Point-du-Jour de René Richon
- 1981 : La Dame aux camélias (La storia vera della signora delle camelie) de Mauro Bolognini : Henriette
- 1982 : L'Été meurtrier de Jean Becker
- 1985 : Trois Hommes et un couffin de Coline Serreau
- 1994 : La Lumière des étoiles mortes de Charles Matton
- 1996 : Capitaine Conan de Bertrand Tavernier
- 2000 : Un crime au Paradis de Jean Becker

### Télévision
- 1963 : Cent ans d'amour : La vierge folle (pièce d'Henry Bataille), émission d'André Gillois, réalisation de Maurice Château : Ketty
- 1964 : Rocambole de Jean-Pierre Decourt (1re série)
- 1964 : La Terreur et la Vertu : 1re partie, Danton, réalisation de Stellio Lorenzi, émission de la série La caméra explore le temps de Stellio Lorenzi, André Castelot et Alain Decaux : Louise Danton
- 1965 : Gaspard des montagnes de Henri Pourrat, réalisé par Jean-Pierre Decourt
- 1967 : Les Cinq Dernières Minutes : Finir en beauté de Claude Loursais
- 1978 : Les Cinq Dernières Minutes épisode Les loges du crime de Jean Chapot : Agnès
- 1979 : Messieurs les jurés : L'Affaire Coublanc de Dominique Giuliani
- 1986 : L'Été 36 d'Yves Robert
- 1988 : Les Enquêtes du commissaire Maigret, série télévisée, de Michel Subiela épisode Le Témoignage de l'enfant de chœur
- 1992 : Mademoiselle Fifi ou Histoire de rire, téléfilm de Claude Santelli : Blandine
- 1996 : Une mère comme on n'en fait plus de Jacques Renard
- 1997 : La Rumeur d'Étienne Périer
- 2000 : Une femme d'honneur de Dominique Tabuteau, épisode : Double vue : Marguerite

## Théâtre
- 1970 : Ce soir on improvise de Luigi Pirandello, mise en scène Gérard Vergez, Festival d'Avignon
- 1980 : Le Loup-Garou de Roger Vitrac, mise en scène Romain Weingarten, Théâtre Saint-Georges
- 1999 : Un tramway nommé Désir de Tennessee Williams, mise en scène Philippe Adrien, Théâtre de l'Eldorado,  Théâtre des Célestins